# ليوبولدو سيرانتيس
ليوبولدو سيرانتيس (15 مارس 1962 - 1 سبتمبر 2021) هو ملاكم فلبيني، مثّل بلاده في الألعاب الأولمبية الصيفية 1988 وحقق الميدالية البرونزية في فئة وزن الذبابة الخفيف.

## روابط خارجية
- ليوبولدو سيرانتيس على موقع بوكس ريك (الإنجليزية) (registration required)
- ليوبولدو سيرانتيس على موقع أوليمبيديا (الإنجليزية)